# Au milieu des sollicitudes
Ne doit pas être confondu avec Inter sollicitudines ou Inter pastoralis officii sollicitudines.
Au milieu des sollicitudes est une encyclique publiée le 16 février 1892 par le pape Léon XIII. Dans cette encyclique, Léon XIII appelle alors les catholiques de France à accepter les institutions républicaines françaises : c'est ce qui sera appelé le Ralliement.
Cette encyclique est destinée en premier lieu à l'épiscopat de France, au clergé et aux catholiques français. Son sous-titre est : L'Église et l'État en France.
Elle reprend la thématique développée dans Nobilissima Gallorum gens de 1884. Son objectif principal est d'inciter tous les catholiques de France à se rallier à la République. Elle fait suite au toast d'Alger, porté par le cardinal Lavigerie en 1890.
Elle est exceptionnellement écrite en français plutôt qu'en latin.

## Contexte
L'Église de France était alors concordataire. Mais la jeune Troisième République menait une politique anti-cléricale, fermant écoles catholiques et couvents.
L'arrivée de députés républicains à la Chambre en 1889 mit les conservateurs — mais aussi les radicaux — en minorité.

## Contenu
Dans cette encyclique, Léon XIII exhorte les catholiques français à s'unir dans la République : « Nous croyons opportun, nécessaire même, d'élever de nouveau la voix pour exhorter plus instamment — nous ne dirons pas seulement les catholiques — mais tous les Français, honnêtes et sensés, à repousser loin d'eux tout germe de dissentiment politique afin de consacrer uniquement leurs forces à la pacification de leur patrie. »

## Lettre aux cardinaux de France
Par la suite, dans une lettre aux cardinaux de France du 3 mai 1892, Léon XIII fut encore plus explicite : « Nous avons dit aux catholiques français : Acceptez la République, c’est-à-dire le pouvoir constitué et existant parmi vous ; respectez-la ; soyez-lui soumis comme représentant le pouvoir venu de Dieu. ». Dans la même lettre, Léon XIII dit que les évêques français, à l'unanimité, signèrent en 1892 une lettre d'approbation à l'encyclique Au milieu des sollicitudes.

## Conséquences
Des députés, tels le comte Albert de Mun et Jacques Piou, se conformèrent aux vues du Saint-Siège et créèrent l'Action libérale populaire, jetant ainsi les bases de la future démocratie chrétienne. Leur adhésion est connue sous le nom de « ralliement ».